# Daniel Lioneye
A Daniel Lioneye a népszerű finn zenekar, a HIM mellékprojektje. Zenéjében az együttes a hard rock-sleaze rock elemeit vegyíti blues-alapú gitárszólókkal.
A zenekart 2001-ben alapította az énekes és gitáros Mikko Viljami "Linde" Lindström, a basszusgitáros Mikko Henrik Julius "Migé Amour" Paananen, a dobos Ville Hermanni "Rakohommas" Valo, a billentyűs Kai "Hiili" Hiilesmaa, és a speciális hangeffekteket biztosító Ike. Az együttes eddig egy albumot adott ki 2001 szeptemberében, ami a The King of Rock'n'Roll címet viseli. Az album címadó dala később az MTV zenecsatornán öt évadon át futó Viva La Bam-show betétdala lett.

## Diszkográfia
The King of Rock'n Roll (2001)